# Europees kampioenschap honkbal 2007
De 30e editie van het Europees kampioenschap honkbal werd van 7 tot en met 16 september 2007 in Spanje gehouden. De wedstrijden werden gespeeld in Barcelona; op het olympisch complex Montjuïc en in de (buiten)wijken Sant Boi de Llobregat en Viladecans.
Het toernooi gold tevens als kwalificatie voor de Olympische Zomerspelen 2008, waarbij alleen de winnaar zich rechtstreeks plaatste. De nummers twee en drie plaatsten zich voor een later te houden kwalificatietoernooi. Titelverdediger was Nederland, dat in 2005 voor de 19e keer de Europese titel veroverde. Griekenland trok zich voor het toernooi terug en werd vervangen door Oostenrijk.

## Eerste ronde
De eerste drie van elke groep gingen door naar de finaleronde. De nummers vier tot en met zes gingen naar de plaatsingronde.

### Groep A
| Land       | AW | W | V | P  | RV | RT |
| ---------- | -- | - | - | -- | -- | -- |
| Nederland  | 5  | 5 | 0 | 10 | 66 | 5  |
| Duitsland  | 5  | 4 | 1 | 8  | 36 | 15 |
| Zweden     | 5  | 3 | 2 | 6  | 20 | 27 |
| Kroatië    | 5  | 2 | 3 | 4  | 26 | 35 |
| Oostenrijk | 5  | 1 | 4 | 2  | 13 | 44 |
| Tsjechië   | 5  | 0 | 0 | 0  | 2  | 37 |

#### Wedstrijden
| Zaterdag 8 september 2007  | Zaterdag 8 september 2007 | Zaterdag 8 september 2007 | Zaterdag 8 september 2007 | Zaterdag 8 september 2007 |
| -------------------------- | ------------------------- | ------------------------- | ------------------------- | ------------------------- |
| Zweden                     | -                         | Duitsland                 | 1-9                       | Viladecans                |
| Tsjechië                   | -                         | Kroatië                   | 0-9 (r)                   | Sant Boi                  |
| Oostenrijk                 | -                         | Nederland                 | 0-22 (5)                  | Viladecans                |
| Zondag 9 september 2007    |                           |                           |                           |                           |
| Kroatië                    | -                         | Zweden                    | 2-11                      | Montjuïc                  |
| Duitsland                  | -                         | Oostenrijk                | 10-0 (7)                  | Sant Boi                  |
| Nederland                  | -                         | Tsjechië                  | 11-0 (7)                  | Viladecans                |
| Maandag 10 september 2007  |                           |                           |                           |                           |
| Nederland                  | -                         | Zweden                    | 14-2 (7)                  | Montjuïc                  |
| Tsjechië                   | -                         | Oostenrijk                | 0-9 (r)                   | Viladecans                |
| Duitsland                  | -                         | Kroatië                   | 8-7                       | Montjuïc                  |
| Dinsdag 11 september 2007  |                           |                           |                           |                           |
| Nederland                  | -                         | Duitsland                 | 6-3                       | Montjuïc                  |
| Oostenrijk                 | -                         | Kroatië                   | 3-8                       | Viladecans                |
| Tsjechië                   | -                         | Zweden                    | 1-2                       | Montjuïc                  |
| Woensdag 12 september 2007 |                           |                           |                           |                           |
| Duitsland                  | -                         | Tsjechië                  | 6-1                       | Montjuïc                  |
| Kroatië                    | -                         | Nederland                 | 0-13 (7)                  | Viladecans                |
| Zweden                     | -                         | Oostenrijk                | 4-1                       | Viladecans                |

### Groep B
| Land                | AW | W | V | P | RV | RT |
| ------------------- | -- | - | - | - | -- | -- |
| Verenigd Koninkrijk | 5  | 4 | 1 | 8 | 35 | 24 |
| Spanje              | 5  | 4 | 1 | 8 | 29 | 22 |
| Frankrijk           | 5  | 3 | 2 | 6 | 20 | 15 |
| Italië              | 5  | 3 | 2 | 6 | 31 | 13 |
| Oekraïne            | 5  | 1 | 4 | 2 | 10 | 36 |
| Rusland             | 5  | 0 | 5 | 0 | 14 | 29 |

#### Wedstrijden
| Vrijdag 7 september 2007   | Vrijdag 7 september 2007 | Vrijdag 7 september 2007 | Vrijdag 7 september 2007 | Vrijdag 7 september 2007 |
| -------------------------- | ------------------------ | ------------------------ | ------------------------ | ------------------------ |
| Verenigd Koninkrijk        | -                        | Spanje                   | 12-8                     | Montjuïc                 |
| Zaterdag 8 september 2007  |                          |                          |                          |                          |
| Oekraïne                   | -                        | Italië                   | 0-13 (8)                 | Montjuïc                 |
| Frankrijk                  | -                        | Rusland                  | 4-2                      | Montjuïc                 |
| Zondag 9 september 2007    |                          |                          |                          |                          |
| Spanje                     | -                        | Oekraïne                 | 5-4                      | Viladecans               |
| Italië                     | -                        | Frankrijk                | 1-5                      | Montjuïc                 |
| Rusland                    | -                        | Verenigd Koninkrijk      | 7-10                     | Sant Boi                 |
| Maandag 10 september 2007  |                          |                          |                          |                          |
| Frankrijk                  | -                        | Oekraïne                 | 6-2                      | Sant Boi                 |
| Spanje                     | -                        | Rusland                  | 4-0                      | Viladecans               |
| Italië                     | -                        | Verenigd Koninkrijk      | 6-0                      | Montjuïc                 |
| Dinsdag 11 september 2007  |                          |                          |                          |                          |
| Frankrijk                  | -                        | Verenigd Koninkrijk      | 3-4                      | Sant Boi                 |
| Oekraïne                   | -                        | Rusland                  | 4-3 (11)                 | Sant Boi                 |
| Italië                     | -                        | Spanje                   | 4-6                      | Viladecans               |
| Woensdag 12 september 2007 |                          |                          |                          |                          |
| Rusland                    | -                        | Italië                   | 2-7                      | Viladecans               |
| Verenigd Koninkrijk        | -                        | Oekraïne                 | 9-0                      | Sant Boi                 |
| Spanje                     | -                        | Frankrijk                | 6-2                      | Montjuïc                 |

## Finaleronde
De resultaten uit de eerste ronde tegen de teams die ook doorgingen, werden naar de finaleronde meegenomen.
| Land                 | AW | W | V | P  | RV | RT |
| -------------------- | -- | - | - | -- | -- | -- |
| Nederland            | 5  | 5 | 0 | 10 | 54 | 14 |
| Verenigd Koninkrijk* | 5  | 3 | 2 | 6  | 32 | 31 |
| Spanje*              | 5  | 3 | 2 | 6  | 41 | 32 |
| Duitsland*           | 5  | 3 | 2 | 6  | 29 | 24 |
| Frankrijk            | 5  | 1 | 4 | 2  | 16 | 35 |
| Zweden               | 5  | 0 | 5 | 0  | 15 | 51 |

* Verenigd Koninkrijk, Spanje en Duitsland wonnen en verloren een keer van elkaar, zodat de punten die zij tegen kregen, in de onderlinge duels, de doorslag gaf. Het Verenigd Koninkrijk kreeg 15 punten tegen in 18 innings (7,50), Spanje kreeg 15 punten tegen in 17 innings (7,94) en Duitsland kreeg 16 punten tegen in 18 innings (8,00).

### Wedstrijden
| Vrijdag 14 september 2007  | Vrijdag 14 september 2007 | Vrijdag 14 september 2007 | Vrijdag 14 september 2007 | Vrijdag 14 september 2007 |
| -------------------------- | ------------------------- | ------------------------- | ------------------------- | ------------------------- |
| Nederland                  | -                         | Frankrijk                 | 18-0 (7)                  | Viladecans                |
| Zweden                     | -                         | Verenigd Koninkrijk       | 7-10                      | Montjuïc                  |
| Duitsland                  | -                         | Spanje                    | 3-11                      | Montjuïc                  |
| Zaterdag 15 september 2007 |                           |                           |                           |                           |
| Frankrijk                  | -                         | Zweden                    | 10-0 (7)                  | Montjuïc                  |
| Verenigd Koninkrijk        | -                         | Duitsland                 | 5-7                       | Viladecans                |
| Spanje                     | -                         | Nederland                 | 8-10 (11)                 | Viladecans                |
| Zondag 16 september 2007   |                           |                           |                           |                           |
| Duitsland                  | -                         | Frankrijk                 | 7-1                       | Viladecans                |
| Nederland                  | -                         | Verenigd Koninkrijk       | 6-1                       | Montjuïc                  |
| Zweden                     | -                         | Spanje                    | 5-8                       | Montjuïc                  |

## Plaatsingronde
| Datum                       | Locatie    | Wedstrijd      | Team 1     | Uitslag | Team 2   |
| --------------------------- | ---------- | -------------- | ---------- | ------- | -------- |
| Donderdag 13 september 2007 | Montjuïc   | 7e/8e plaats   | Tsjechië   | 2-7     | Italië   |
| Donderdag 13 september 2007 | Viladecans | 9e/10e plaats  | Kroatië    | 2-1     | Oekraïne |
| Donderdag 13 september 2007 | Sant Boi   | 11e/12e plaats | Oostenrijk | 2-7     | Rusland  |

## Eindrangschikking
1. Nederland
2. Verenigd Koninkrijk
3. Spanje
4. Duitsland
5. Frankrijk
6. Zweden
7. Italië
8. Kroatië
9. Oekraïne
10. Rusland
11. Oostenrijk
12. Tsjechië*

* De IBAF toernooidirectie heeft (zonder dat er melding van is gemaakt via een persbericht) de twee overwinningen van Tsjechië tegen Kroatië en Oostenrijk veranderd in reglementaire 9-0 nederlagen. Hierdoor eindigde Tsjechië als laatste.
- de winnaar plaatste zich voor de Olympische Zomerspelen 2008
- de nummers 2 en 3 plaatsten zich voor het olympisch kwalificatietoernooi in maart 2008
- de nummers 1 tot en met 4 plaatsten zich voor het WK 2009
- de nummers 1 tot en met 7 plaatsten zich voor het EK 2010
1954 ·
1955 ·
1956 ·
1957 ·
1958 ·
1960 ·
1962 ·
1964 ·
1965 ·
1967 ·
1969 · 
1971 · 
1973 ·
1975 ·
1977 ·
1979 ·
1981 ·
1983 ·
1985 ·
1987 ·
1989 ·
1991 ·
1993 ·
1995 ·
1997 ·
1999 ·
2001 ·
2003 ·
2005 ·
2007 ·
2010 ·
2012 ·
2014 ·
2016 ·
2019 ·
2021 ·
2023 ·
2025